# Isopropilfosfonofluoridato de O-isopropila
Isopropilfosfonofluoridato de O-isopropila é um neurotoxina organofosforada sintética, formulada em C6H14FO2P. É relacionado com outros agentes G-série.  